# Paul Daimler
Paul Daimler (Karlsruhe, 13 de setembro de 1869 — Berlim, 15 de dezembro de 1945) foi um engenheiro alemão.

## Carreira
Depois de estudar na Technische Hochschule Stuttgart, ele trabalhou na fábrica de seu pai - Gottlieb Daimler - em Cannstatt. Em 10 de novembro de 1885, ele viajou com seu pai no "carro de passeio" - a primeira motocicleta do mundo - de Cannstatt a Untertürkheim. Em 1902, Paul foi enviado para os sócios gerais da Austro-Daimler, onde se tornou o diretor técnico. Em 1903, ele projetou um carro blindado. De 1907 a 1922 foi Diretor Técnico da Daimler-Motoren-Gesellschaft Untertürkheim, Sindelfingen e Berlin-Marienfelde. Em 1º de julho de 1923, ele ingressou na Horch, parte da Argus Motoren Gesellschaft e fez seu nome lá como desenvolvedor no departamento de motores de aeronaves a motor, permanecendo até 1928.

## Publicações
- Daimler, Paul (1901). «The Development Of The Petroleum Automobile». Engineering Magazine. XXII (3). 350 páginas. Consultado em 15 de agosto de 2009